# البطولة الوطنية للرأس الأخضر 2013
البطولة الوطنية للرأس الأخضر 2013 (بالبرتغالية: Campeonato Cabo-Verdiano de Futebol de 2013‏) هو الموسم 34 من البطولة الوطنية للرأس الأخضر. كان عدد الأندية المشاركة فيه 12، وفاز فيه CS Mindelense ‏.